# Stealth (jeu vidéo)
Pour les articles homonymes, voir Stealth.
Stealth est un jeu vidéo de type shoot 'em up développé et publié par Brøderbund Software en 1984 sur Atari 8-bit et Commodore 64. Le joueur est aux commandes d’un chasseur-bombardier dont la mission est de traverser le territoire ennemi à basse altitude, afin d’échapper aux radars, avec pour objectif d’atteindre et de détruire la citadelle ennemi. Sur le trajet, le joueur doit éviter des obstacles et détruire des ennemis, incluant des chars d’assaut, des bunkers, des chasseurs et des missiles. Il doit aussi veiller à détruire les radars terrestres qu’il croise, sous peine de devenir la cible d’un missile à tête chercheuse. Il doit enfin gérer ses réserves d’énergie et faire le plein régulièrement.

## Accueil
| Stealth        |      |       |
| Média          | Pays | Notes |
| Commodore User | GB   | 2/5   |
| Tilt           | FR   | 3/6   |
| Your Computer  | GB   | 3/5   |
| Zzap!64        | GB   | 56 %  |